# KGB (punkegyüttes)
A KGB zenekar egy 2006 nyár végén alakult Magyarországi punk trió. A zenekar neve a három alapító tag nevének kezdőbetűjéből tevődik össze: K(ontor) G(anxsta) B(ig Daddy). A névvel ellentétben a zenekarnak nincs politikai hovatartozása.
Ganxsta Zolee és Big Daddy Laca úgy gondolta, hogy jó lenne alapítani egy punk rock triót, amihez csak egy gitáros-énekes hiányzott. Hosszas kutakodás után Kontor Tamásra esett a választás, mert „már jó régóta a zeneszakmában tevékenykedik, és igen jó a hangja, jól gitározik, basszusgitározik, és kitűnően zongorázik.” A megkeresésre azonnal igent mondott, majd egy próba után rögtön kiderült, hogy megy a közös zenélés.
Az első és második generációs punk zenei stílusokat ötvözik, mint például a Ramones, Peter and the Test Tube Babies, Sex Pistols, GBH, The Exploited, Cockney Rejects stb.
A zenekar nem hobbizenekarként alakult, hiszen a zenekari tagok jelen pillanatban is elismert hazai zenészek.
2009 ben Kontor Tamás elhagyta a zenekart . Helyére Szőke "Szöszö" Gábor került, aki azelőtt a Joystix zenekarban is zenélt.

## Albumok
- Garázsország (2007) (szerzői kiadás)